# Harry Potter à l'école des sorciers
Cet article concerne le livre. Pour l'article sur le film, voir Harry Potter à l'école des sorciers. Pour l'article sur le jeu vidéo, voir Harry Potter à l'école des sorciers.
Harry Potter à l'école des sorciers (Harry Potter and the Philosopher's Stone) est le premier roman de la série littéraire centrée sur le personnage de Harry Potter, créé par J. K. Rowling. Sorti à Londres le 26 juin 1997, il est initialement tiré à 500 exemplaires, puis connaît au fil des mois un succès grandissant. En 2001, le volume est adapté au cinéma.
Il trouve son importance puisqu'il sert de base introductive aux six autres tomes de la série ainsi qu'à la pièce de théâtre Harry Potter et l'Enfant maudit. Il permet à l'auteur de mettre en place l'univers, de familiariser le lecteur avec ses personnages, les lieux, les objets magiques, les mœurs et tout le vocabulaire propre à son monde. Ce premier tome installe progressivement les nœuds de l'intrigue grâce à des indices dissimulés pour ne pas éveiller les soupçons du lecteur dès le début de l'histoire.
En France, le roman a été publié le 9 octobre 1998, traduit par Jean-François Ménard, puis en 73 autres langues.

## Publication de l'œuvre

### Développement

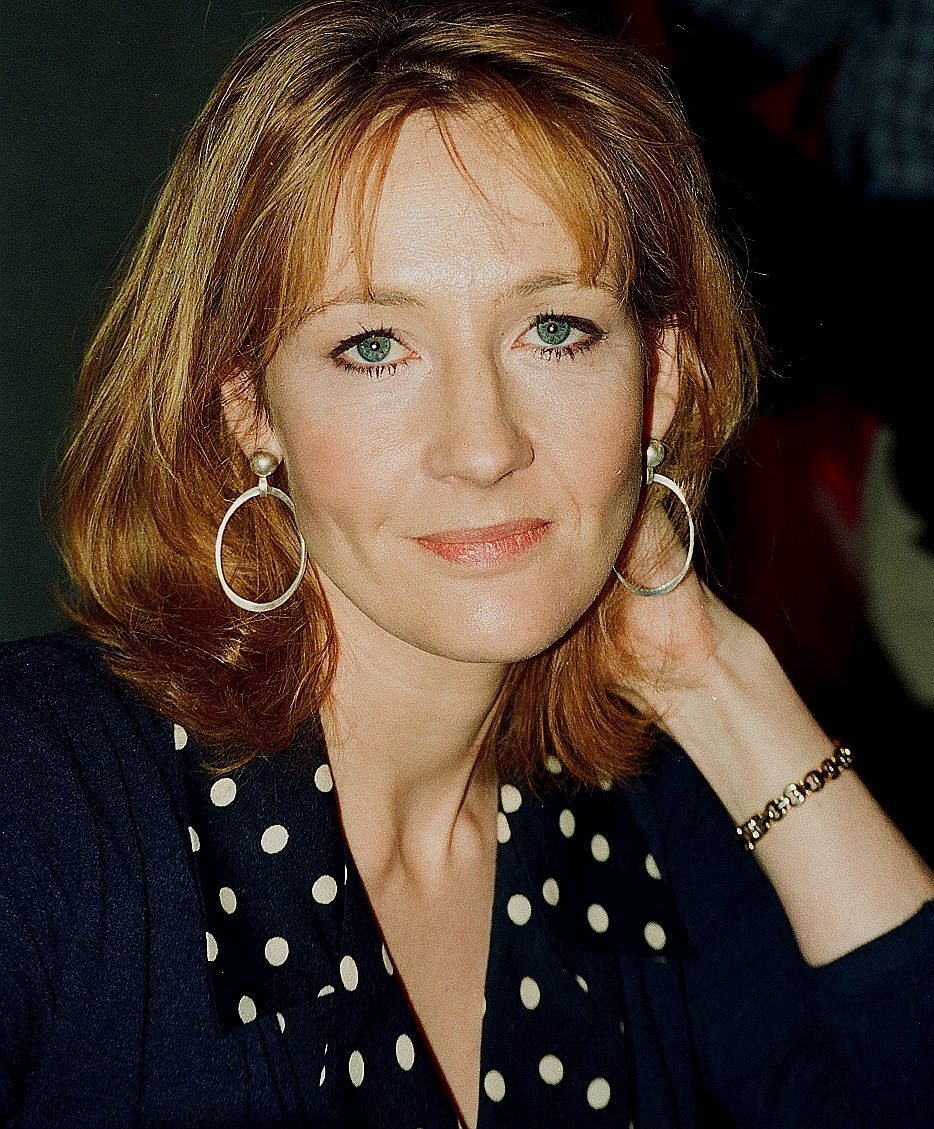
J. K. Rowling en 1999.

Le livre, qui est le premier roman de Rowling à être publié, est écrit entre approximativement juin 1990, et 1995. En 1990, l'auteur prend un train de Manchester à Londres après une recherche d'appartements, et l'idée de Harry Potter lui vient soudainement. Elle imagine alors un garçon de petite taille, aux cheveux noirs et aux lunettes, apprenant qu'il est un sorcier et bien plus encore. Elle commence à écrire L'école des sorciers le soir même et rédige l'intégralité du manuscrit sur une machine à écrire. La mère de Rowling meurt à l'âge de quarante-cinq ans, alors que l'auteur rédige le livre depuis environ six mois. Pour faire face à cette douleur, Rowling transfère sa propre angoisse à son héros, bien qu'il fût prévu dès le début de l'écriture que Harry serait un orphelin. Rowling séjourne au Portugal pour prendre de la distance et y rédige son chapitre préféré de ce premier roman : « Le Miroir du Riséd ». Elle passe environ sept ans à mettre en place son univers sorcier, en commençant par établir les lois et les « limites » de la magie.
Après que son manuscrit a été accepté par Bloomsbury, elle obtient une subvention de 4 000 livres du Scottish Arts Council, ce qui lui permet de planifier l'écriture des suites. Bloomsbury passe une année à essayer de vendre le livre à un éditeur, dont la plupart estime que le livre était trop long pour des enfants.

### Publication initiale
L'éditeur Barry Cunningham, qui a créé une collection ouverte aux nouveaux auteurs de fantasy les plus distinctifs pour le département Bloomsbury Children's Books, est moins préoccupé par la longueur du livre que par le nom de l'autrice. En effet, le titre Harry Potter and the Philosopher's Stone fait penser selon lui à un titre de livre destiné aux garçons et il est convaincu que ces derniers préféreraient lire des livres écrits par un auteur masculin. Rowling adopte donc le nom de plume « J. K. Rowling » (le « K » étant choisi en hommage à sa grand-mère Kathleen) juste avant la publication du premier roman. En juin 1997, Bloomsbury publie le roman avec une couverture illustrée par Thomas Taylor, suivant une impression initiale de 500 exemplaires en version papier, dont trois cents sont distribués aux bibliothèques.

### Traductions du titre
Gallimard est le premier éditeur étranger à publier le roman, plus d'un an après, le 9 octobre 1998. La traduction littérale du titre original (anglais britannique) du livre est « Harry Potter et la pierre philosophale ». L'éditeur français lui a préféré Harry Potter à l'école des sorciers, considérant ainsi un titre français « plus fort et plus explicite que la traduction littérale de l'anglais pour un public français ». Le but étant vraisemblablement d'éveiller l'intérêt des enfants lecteurs scolarisés aux aventures d'un jeune héros auquel ils pourraient facilement s'identifier. La couverture a été illustrée dans son édition française par Jean-Claude Götting. La toute première édition comprend des illustrations intérieures inédites placées en tête des chapitres, dessinées par Emily Walcker.
Le titre de l'édition américaine, quant à lui, est Harry Potter and the Sorcerer's Stone (« Harry Potter et la pierre du sorcier »). Il aurait également été modifié dans son sens (Philosopher devenant Sorcerer, « sorcier ») dans l'éventualité où les enfants américains seraient rebutés par un livre traitant d'un « philosophe ». J. K. Rowling, qui par reconnaissance envers Scholastic avait d'abord accepté cette tournure, confie par la suite avoir regretté son choix.

## L'histoire

### Résumé de l'intrigue

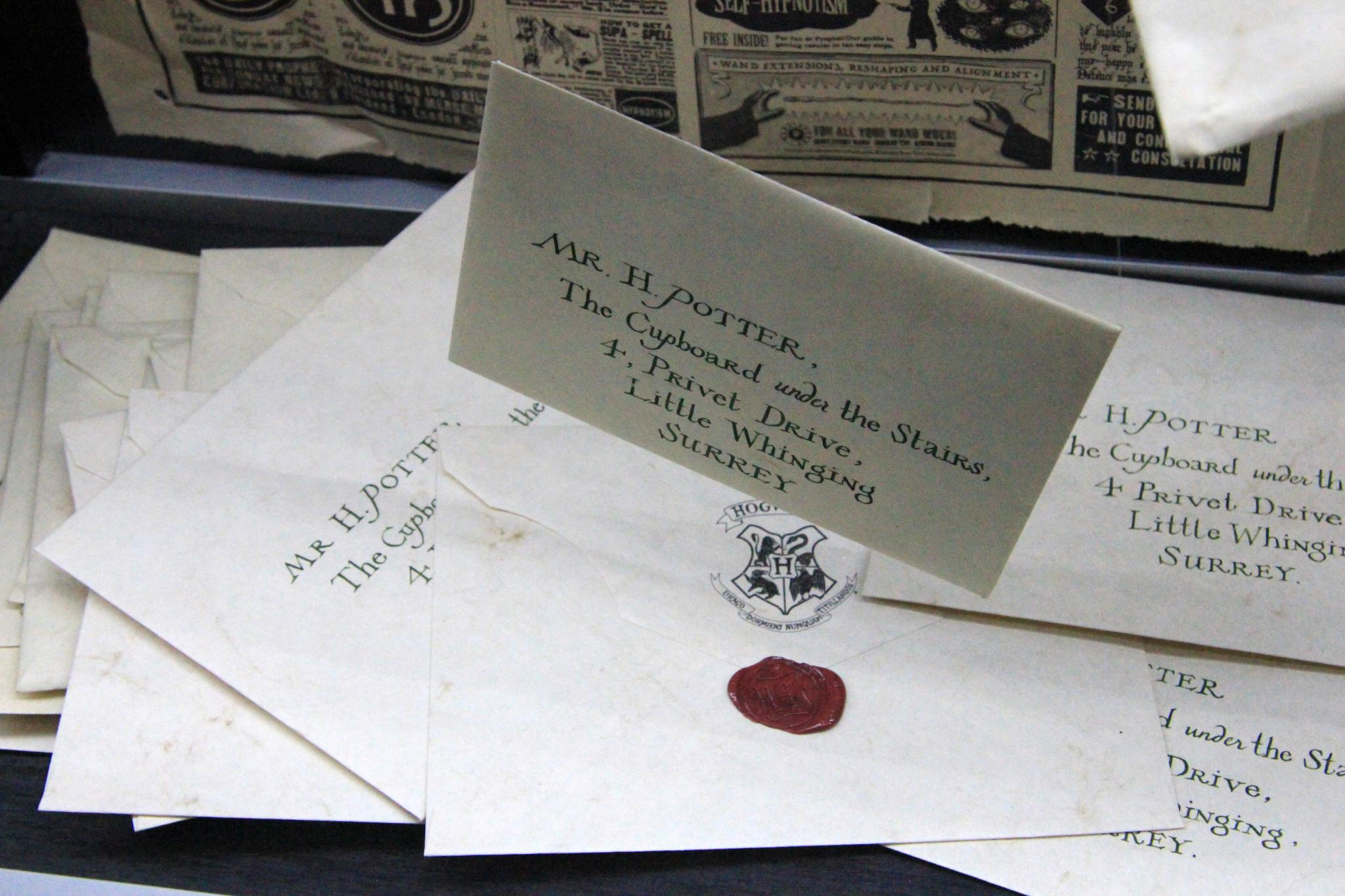
Les lettres de Poudlard, reçues par Harry (studios Harry Potter).

L'histoire débute lorsque le professeur Albus Dumbledore rejoint la professeure Minerva McGonagall devant le 4 Privet Drive. Ils évoquent la disparition du méchant sorcier Voldemort après que celui-ci a essayé de supprimer un enfant, Harry Potter, dont il a assassiné les parents (Lily et James Potter). Ils sont ensuite rejoints par Hagrid, qui se déplace sur une moto volante et leur apporte le bébé Harry qu'ils laissent à son oncle et sa tante, Vernon et Pétunia Dursley, avant de quitter les lieux.
Vernon et Pétunia, animés depuis toujours d'une haine féroce envers les parents du garçon qu'ils qualifient de gens « bizarres », voire de « monstres », traitent froidement leur neveu et demeurent indifférents aux humiliations que leur fils Dudley lui fait subir. Harry ignore tout de l'histoire de ses parents, si ce n'est qu'ils ont été, semble-t-il, tués dans un accident de voiture. Cependant, le jour de ses onze ans, Hagrid vient le chercher pour l'informer de son inscription à Poudlard, une école de sorcellerie où il est inscrit depuis sa naissance, et lui remettre sa lettre. Il lui révèle qu’il a toujours été un sorcier, tout comme l'étaient ses parents, tués en réalité par le plus puissant mage noir du monde de la sorcellerie : Voldemort (surnommé « Celui-Dont-On-Ne-Doit-Pas-Prononcer-Le-Nom », « Vous savez qui » ou « Tu sais qui »). Ce serait Harry lui-même, alors qu'il n'était encore qu'un bébé, qui aurait fait ricocher le sortilège que Voldemort lui destinait, neutralisant ses pouvoirs et le réduisant à l'état de créature insignifiante. Le fait d'avoir vécu son enfance chez son oncle et sa tante dépourvus de pouvoirs magiques lui aurait permis de grandir à l'abri de l'admiration qu'il suscite dans le monde des sorciers. En outre, cela explique les phénomènes étranges qui arrivent autour de Harry : il parle aux serpents, fait disparaître la vitre d'un vivarium du zoo, et s'est même retrouvé sur le toit de l'école pour échapper à son cousin. Hagrid l'accompagne ensuite sur le chemin de Traverse pour acheter sa baguette magique et ses fournitures scolaires. La baguette qui choisit Harry possède la particularité d'avoir une plume de phénix provenant du même phénix qui aurait fourni la plume à la baguette de Voldemort. Pour payer tous ces achats, Hagrid emmène Harry à Gringotts, la banque des sorciers où il découvre la fortune que lui ont laissé ses parents – il en profite aussi pour récupérer sur ordre de Dumbledore un mystérieux paquet, la veille du jour où un cambriolage ciblant un coffre vide a lieu.

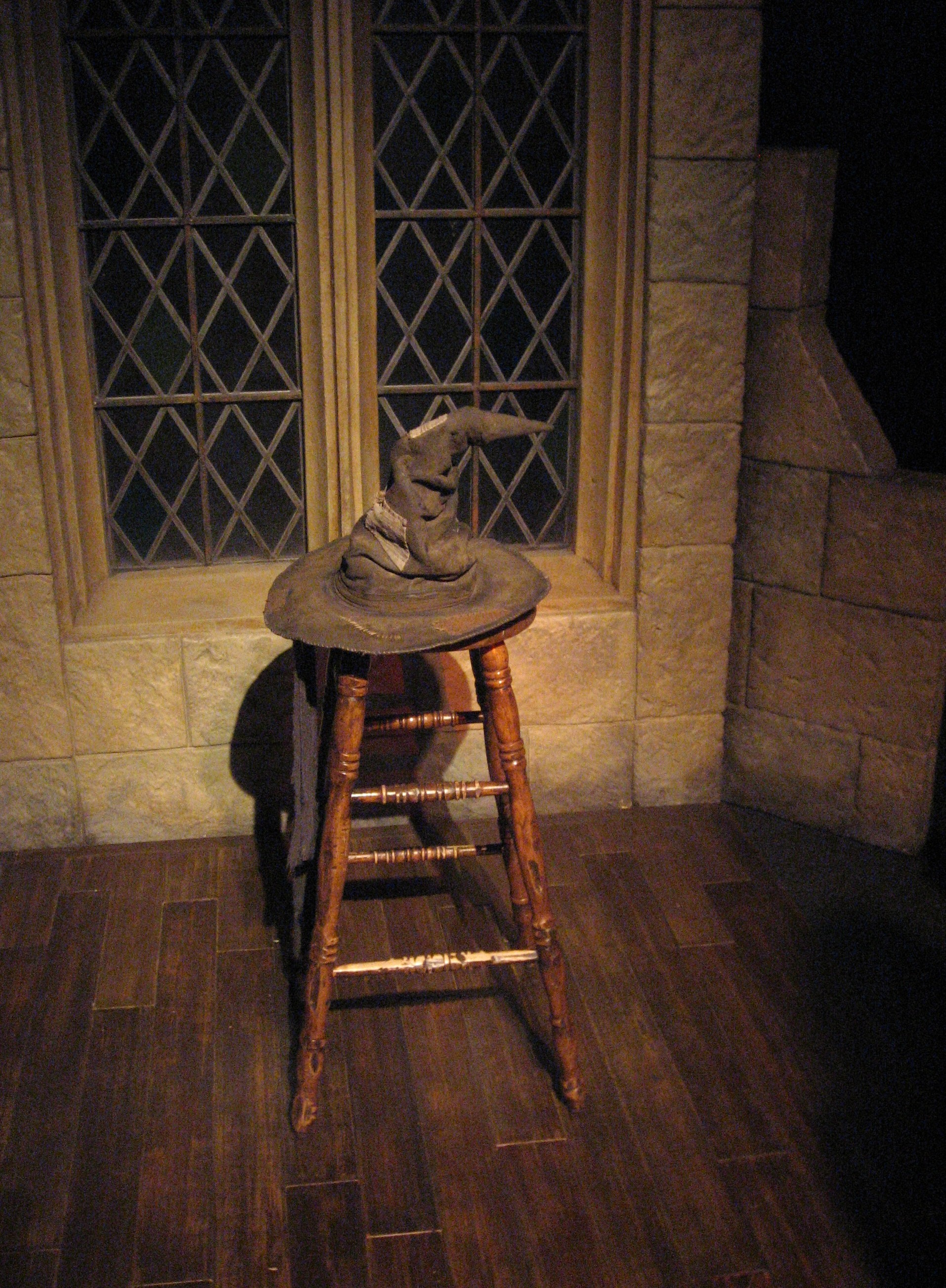
Le « choixpeau » magique, Harry Potter l'exposition, Cité du Cinéma, Saint-Denis, 2015.

Harry fait la connaissance de Ron Weasley et Hermione Granger dans le Poudlard Express, le train les conduisant à l'école, et découvre rapidement l'hostilité que semblent lui vouer le jeune Drago Malefoy et le professeur de potions Severus Rogue. À leur arrivée à Poudlard, les élèves sont répartis dans différentes maisons après avoir enfilé le « Choixpeau » qui analyse leur personnalité : Harry, Ron et Hermione sont tous les trois répartis dans la maison Gryffondor bien que le choixpeau hésite à envoyer Harry à la maison Serpentard.
Un peu plus tard dans l'année, les trois amis découvrent par hasard qu'un immense chien à trois têtes est hébergé au sein même du château et semble garder quelque chose sous une trappe, sans doute l'objet mystérieux que Hagrid a récupéré à la banque Gringotts juste avant la rentrée. Harry est persuadé que le professeur Rogue tente de faire diversion pour essayer de passer devant le monstrueux chien et récupérer l'objet en question, qui semble concerner Dumbledore et l'un de ses amis, un certain Nicolas Flamel.

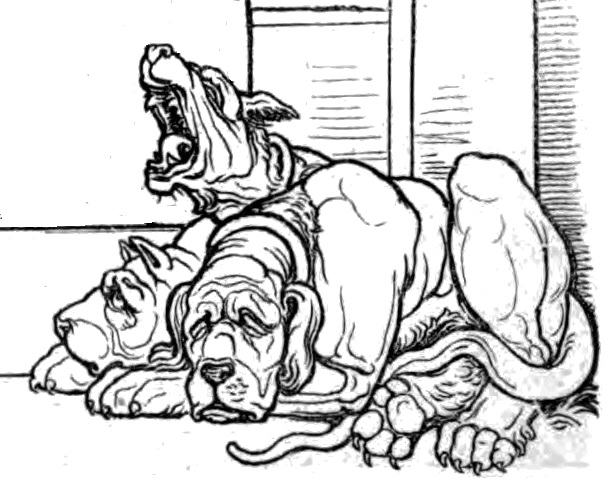
Un cerbère protège la pierre philosophale à Poudlard.

Le jour de Noël, Harry découvre parmi ses cadeaux une cape d'invisibilité ayant appartenu à son père, feu James Potter. Il décide de s'en servir, et pour éviter Rogue et le gardien Rusard qui se trouvent sur son chemin dans les couloirs, se cache dans une salle de classe désaffectée où il découvre un miroir étrange, le miroir du Riséd, ayant le pouvoir de montrer le désir le plus cher de la personne qui observe son reflet. Harry observe ainsi avec fascination ses parents disparus avec lesquels il peut interagir.
Harry, Ron et Hermione comprennent que l'objet si précieux caché sous la trappe est une pierre philosophale créée par Nicolas Flamel, et qui aurait le pouvoir d'offrir l'immortalité. Ils sont persuadés que Voldemort, par le biais de Rogue, cherche à s'en emparer. Pour récupérer la pierre en premier, Harry, Ron et Hermione passent sous la trappe gardée par le chien et franchissent une série d'énigmes conçues par les plus talentueux professeurs de Poudlard. Dans la pièce de la dernière énigme, ce n'est pas Rogue que retrouve Harry, mais Quirrell, professeur de défense contre les forces du Mal, qui se tient devant le miroir du Riséd.
Harry est terrifié lorsque Quirrell déroule le turban violet qu'il porte sur la tête : le couvre-chef dissimule en réalité le visage de Voldemort, formé à l'arrière du crâne de Quirrell ; le mage noir avait « emprunté » le corps du professeur pour se rapprocher de la pierre cachée et pour lui transmettre plus aisément ses ordres. Harry parvient à récupérer la pierre grâce au miroir. Voldemort ordonne alors à Quirrell de tuer Harry, mais des pouvoirs cachés dans les mains de notre héros – hérités, selon Dumbledore, de tout l'amour qu'a voué Lily à Harry quand elle s'est sacrifiée pour lui – parviennent à anéantir Quirrell et repousser Voldemort.
Après la confrontation, l'année scolaire à Poudlard est terminée : Harry rentre chez les Dursleys via le Poudlard Express, mais il déclare à ses amis Ron et Hermione qu'il ne rentre pas vraiment chez lui, car sa véritable demeure est désormais Poudlard.

### Chronologie
Pour les événements du chapitre 1 qui se déroulent dix ans avant le reste du récit, voir la chronologie principale.
- 1991 :
  - 23 juin[34] : À l'occasion de l'anniversaire de son cousin Dudley, Harry se rend au zoo en compagnie des Dursley et libère, par magie, mais involontairement, un boa constrictor de son vivarium[35].
  - 24 juillet : une semaine avant son anniversaire, Harry reçoit une première lettre lui annonçant son inscription à Poudlard, mais comme les Dursley refusent de la lui laisser lire, de multiples autres missives lui sont adressées tout au long de la semaine suivante[36].
  - 31 juillet : Hagrid arrive à la cabane où les Dursley s'étaient réfugiés avec Harry, révèle à ce dernier ses origines de sorcier et l'emmène sur le Chemin de Traverse, où il achète ses fournitures scolaires et rencontre Drago Malefoy, avant de retourner chez les Dursley pour le reste des vacances[37]. Le même jour, Quirrell tente de dérober la Pierre Philosophale chez Gringotts[38],[39].
  - 1er septembre : Harry fait sa rentrée à Poudlard. Il est envoyé à Gryffondor par le Choixpeau lors de la cérémonie de répartition.
  - 12 septembre : Harry est fait attrapeur de l'équipe de Quidditch de la maison Gryffondor.
  - 31 octobre : Le soir d'Halloween, un troll se trouve dans le château. Harry et Ron partent chercher Hermione qui pleure dans les toilettes à la suite de paroles de Ron qui l'ont blessée. Harry et Ron réussissent à sauver Hermione du troll, ce qui scelle le début de leur amitié avec elle.
  - 10 novembre : Premier match de Quidditch d'Harry qui oppose Gryffondor à Serpentard.
  - 25 décembre : Pour Noël, Harry reçoit une multitude de cadeaux, dont la cape d'invisibilité qui appartenait à son père.
- 1992 : 
  - 8 mai : Naissance du dragon Norbert, que possède Hagrid. Envoyé en Roumanie trois jours plus tard par des amis de Charlie Weasley.
  - 26 mai : Lors de sa retenue dans la forêt interdite, Harry se retrouve face à Voldemort et est secouru par le centaure Firenze.
  - 4 juin : Après 4 jours d'examen, Harry, Ron et Hermione décident de passer par la trappe du troisième étage à la suite de ce qu'ils pensent être Rogue, pour l'empêcher de s'emparer de la Pierre Philosophale. Après avoir réussi les différentes épreuves dont une partie d'échecs géants au cours de laquelle Ron est assommé, Harry arrive seul à la chambre finale, après que Hermione a également dû rester en arrière. Harry fait finalement face au professeur Quirrell qui révèle ses intentions et son dévouement à Voldemort. Harry et le professeur s'affrontent, ce qui aboutit à la mort de Quirinus Quirrell et à la fuite de Voldemort. Après cet épisode, Harry restera inconscient à l'infirmerie, quatre jours durant.
  - 20 juin : Harry revient à Londres par le Poudlard Express et est récupéré par son oncle, Vernon Dursley.

## Personnages
- Harry Potter : orphelin et héros de l'histoire. Il a failli mourir à l'âge de quinze mois, lorsque Lord Voldemort, un puissant mage noir, lui jeta le sortilège mortel de l'Avada Kedavra. Avant Harry, personne n'avait jamais survécu à ce sort. Il n'a gardé de cette attaque qu'une cicatrice en forme d'éclair sur le front. Il est assez timide, frêle et chétif.
- Ronald (Ron) Weasley : ami de Harry et d'Hermione. Il est fasciné par la célébrité de son ami alors que Harry, lui, admire et apprécie sa simplicité. Ron joue un rôle essentiel dans la quête de la pierre philosophale. Il est sarcastique, passionné, susceptible et arachnophobe. Étant le plus jeune garçon de sa famille, ses performances scolaires sont sans cesse comparées à celles de ses frères.
- Hermione Granger : amie de Harry et de Ron. Hermione est très studieuse et apparaît souvent suffisante, ce qui exaspère beaucoup Ron. Mais son large savoir et son sens de la loyauté ont souvent permis au trio de surmonter de nombreux obstacles. Par ailleurs, Hermione est sensible et comprend facilement les émotions des autres.
- Albus Dumbledore : directeur de Poudlard et figure d'humanisme. Il possède un caractère espiègle et quelquefois farfelu. Mais sa grande sagesse et son sang-froid à toute épreuve ont fait de lui le plus grand sorcier de sa génération, le seul à être craint de Voldemort.
- Lord Voldemort : principal antagoniste de l'histoire. C'est un mage réputé invincible et particulièrement malfaisant. Il est à l'origine du meurtre des parents de Harry Potter, qui figuraient parmi ses nombreuses victimes. Il a perdu son apparence humaine lors de sa première rencontre avec Harry, le soir d'Halloween, en tentant de le tuer, alors que ce dernier n'était qu'un bébé. Le sortilège s'est retourné contre lui. Depuis ce jour, Voldemort cherche par tous les moyens à reprendre sa forme humaine et retrouver le garçon qui a survécu.
- Severus Rogue : professeur de potions à Poudlard et directeur de la maison des Serpentard. Il apparaît particulièrement antipathique et intimidant. Harry, Ron et Hermione le soupçonnent même de vouloir aider Voldemort à obtenir l'immortalité par le biais de la pierre philosophale.
- Drago Malefoy: un garçon mince et pâle de Serpentard, et ennemi de Harry et ses amis. Il provient d'une famille de suprématistes Sang-Purs, qui autrefois étaient des partisans de Lord Voldemort, mais qui ont changé de camp à la suite de sa disparition, prétendant avoir été victimes d'un sortilège.
- Quirinus Quirrell : professeur de défense contre les forces du Mal. Il bégaye et se montre particulièrement timide.
- Rubeus Hagrid : garde-chasse à Poudlard. Sur demande de Dumbledore, il vient chercher Harry Potter auprès des Dursley afin de le conduire à Poudlard où il est inscrit depuis sa naissance. Il est doté d'une force phénoménale mais est de nature très sensible et sentimentale. Il devient rapidement l'ami de Harry, Ron et Hermione et fait office de figure paternelle.
- Vernon Dursley : oncle de Harry. C'est un Moldu, qui a recueilli par devoir son neveu alors que ce dernier avait été déposé sur le pas de sa porte par Dumbledore juste après l'assassinat de ses parents. C'est un homme brusque et bourru qui méprise tout ce qui s'apparente à la magie. Il fait tout son possible pour empêcher Harry de se rendre à Poudlard afin d'entamer sa scolarité, sans succès.
- Pétunia Dursley : tante de Harry et sœur de sa mère Lily Evans dont elle était jalouse, elle est également l'épouse de Vernon. Elle ne rate aucune occasion de blâmer Harry et de privilégier Dudley devant lui.
- Dudley Dursley : cousin de Harry. C'est un garçon indiscipliné, violent, colérique et capricieux.

## Cadre du récit

### Little Whinging

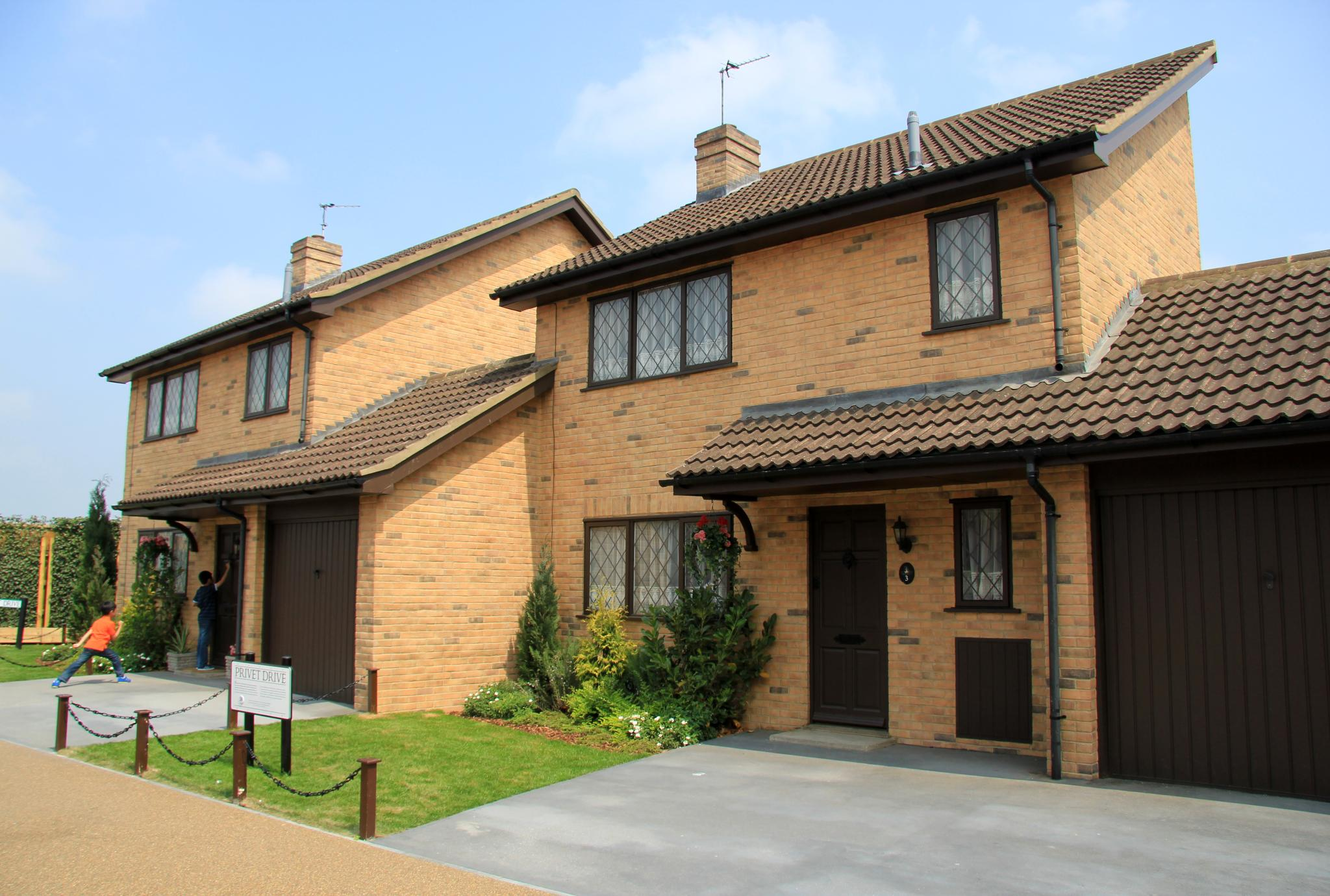
Les maisons de Privet Drive à Little Whinging (Studios Harry Potter).

L'histoire commence juste après le meurtre des parents de Harry Potter, alors que celui-ci est âgé d'un an. Le géant Hagrid retrouve Albus Dumbledore devant le numéro 4 de Privet Drive, à Little Whinging, dans une banlieue du Surrey, où réside Pétunia Dursley, la tante de Harry Potter. Dumbledore décide de lui confier le bébé jusqu'à ce que Harry atteigne l'âge d'aller à Poudlard, ce qui lui permettra d'évoluer à l'écart de sa notoriété et d'être protégé de Voldemort. En grandissant, Harry est logé dans un placard, situé sous l'escalier de la maison.
La maison est large et carrée, identique à toutes les autres maisons de la même rue. Le salon comporte une télévision et une cheminée condamnée remplacée par un feu électrique, au-dessus duquel sont exposées de nombreuses photos de Dudley
J. K. Rowling souhaitait représenter les Dursley comme étant fermement ancrés dans la bourgeoisie et très distinctement séparés du monde « sorcier » qu'elle imaginait. La maison est similaire à celle dans laquelle l'auteure a vécu durant une partie de son enfance, dans la banlieue de Winterbourne, près de Bristol. Pour l'intérieur de la maison des Dursley, Stephenie McMillan, la décoratrice des films Harry Potter, s'est amusée à rechercher les meubles, éléments et coloris « les plus affreux qui soient » pour souligner le manque de goût et d'imagination de la famille Dursley.

### Cabane en mer
La famille Dursley et Harry se réfugient dans une cabane située au sommet d'un rocher, en pleine mer et à bonne distance de la côte, pour ne plus être dérangés par les lettres que Harry reçoit de Poudlard. Mais Hagrid vient les y retrouver et défonce la porte d'entrée. Il s'entretient avec Harry et lui apprend, malgré les réticences des Dursley, la véritable cause de la mort de ses parents et lui transmet sa lettre qui l'informe de son inscription à l'école de magie.

### Chemin de Traverse
Hagrid accompagne Harry acheter ses fournitures scolaires dans les rues marchandes spécialisées du chemin de Traverse à Londres, une sorte de rue parallèle à laquelle on accède par la magie. Harry Potter y visite notamment la banque des sorciers Gringotts, la boutique de vêtements de Madame Guipure, la librairie Fleury et Bott, la boutique de l'apothicaire et la boutique de baguettes magiques Ollivander.
Gringotts

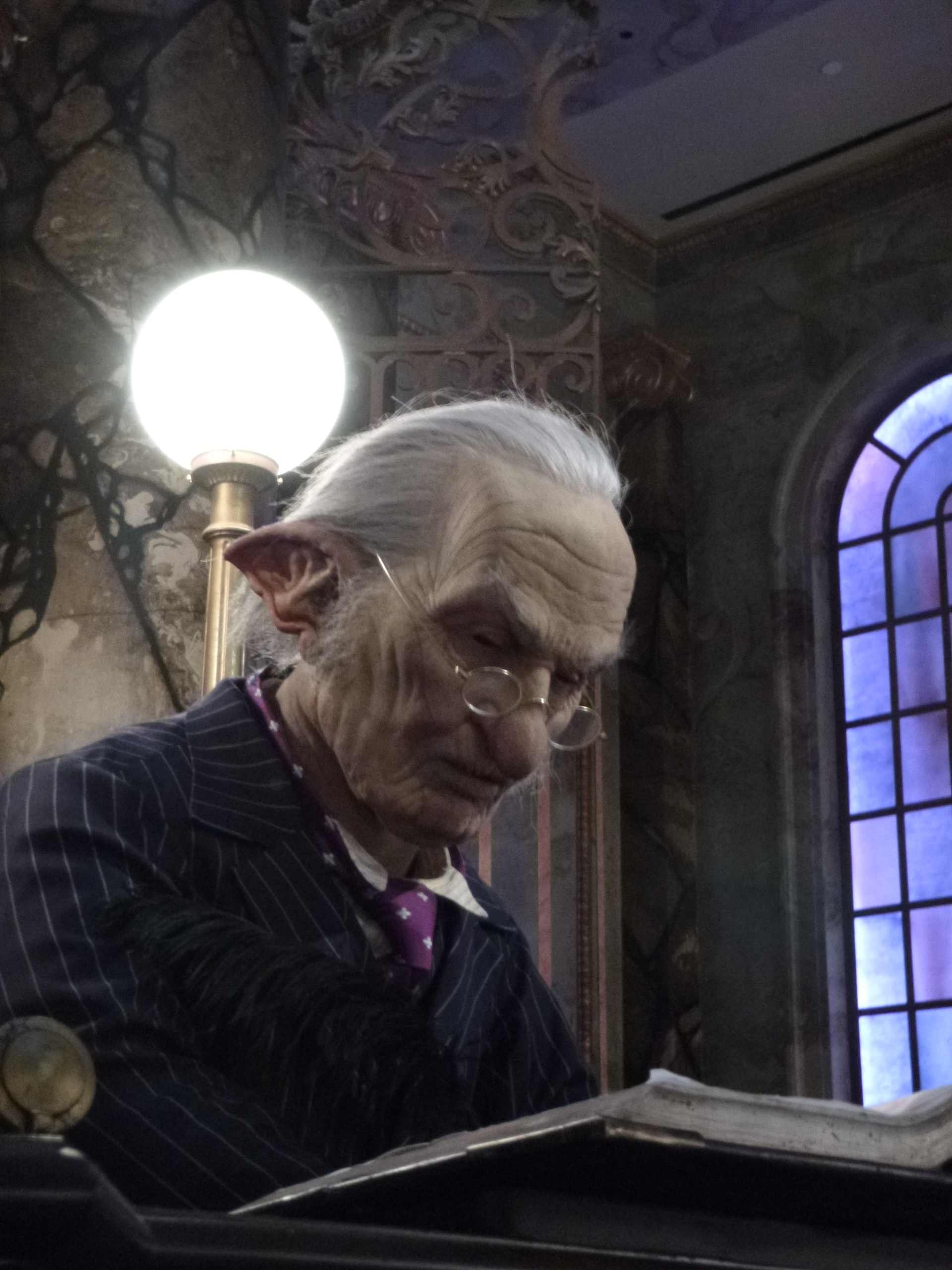
Gobelin de Gringotts (Universal Studios Florida).

C'est un bâtiment blanc impressionnant abritant la banque des sorciers. Son hall est en marbre et les différents chambres sont accessibles par un réseau souterrain de voies ferrées. La banque est tenue par des gobelins. En se rendant à son coffre pour la première fois, Harry constate que ses parents lui ont gardé beaucoup d'argent de côté. Il en récupère une portion pour faire ses achats et Hagrid récupère dans un autre coffre un objet enveloppé dans du papier craft et gardé sous haute surveillance.
Madame Guipure
Harry fait confectionner une robe de sorcier à ses mesures dans cette boutique, et y fait pour la première fois la rencontre de Drago Malefoy. Les deux enfants discutent tout en restant immobiles côte à côte.
Fleury et Bott
Harry s'y rend pour acheter ses manuels scolaires. Il s'agit d'une librairie où les livres couverts de cuir ou de soie sont entassés sur les étagères jusqu'au plafond.
L'apothicaire
C'est une boutique à l'odeur pestilentielle remplie de tonneaux et de bocaux contenant divers ingrédients issus des végétaux ou des animaux tels que des herbes, poudres, racines, cornes, griffes, plumes, etc., nécessaires à la fabrication des potions.
Ollivander
Harry se rend chez Monsieur Ollivander où il est « choisi » par une baguette magique en bois de houx. Il apprend également que le cœur de sa baguette renferme une plume provenant du même phénix que celle qui constitua la baguette de Voldemort.

### Poudlard Express

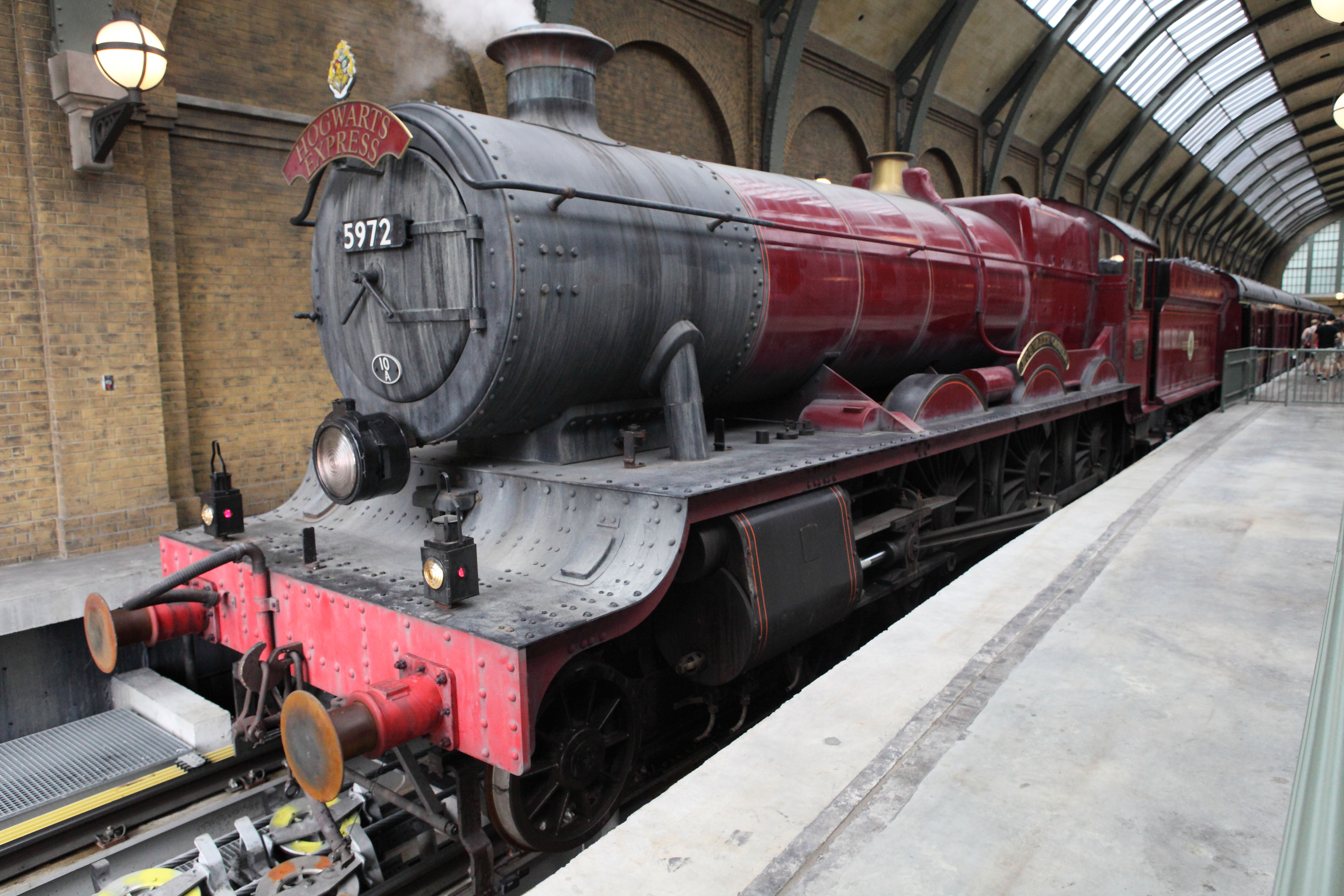
Le Poudlard Express (The Wizarding World of Harry Potter).

Le 1er septembre, Harry se rend à la gare de King's Cross et monte à bord du Poudlard Express pour se rendre à l'école. Il y fait la connaissance de Ron Weasley, Hermione Granger et Neville Londubat qui entrent comme lui en première année à l’école de sorcellerie. Il y découvre également quelques-unes des confiseries commercialisées dans le monde des sorciers, telles que les chocogrenouilles, les patacitrouilles et les Dragées Surprises de Bertie Crochue.
Le train comporte une locomotive à vapeur rouge et des wagons à compartiments. Les préfets de Poudlard ont un compartiment réservé à l'avant du train. Pour les films Harry Potter, une vieille locomotive à vapeur (l'Olton Hall no 5972), a été récupérée dans une casse du Pays de Galles en 1997 par l'équipe de tournage.

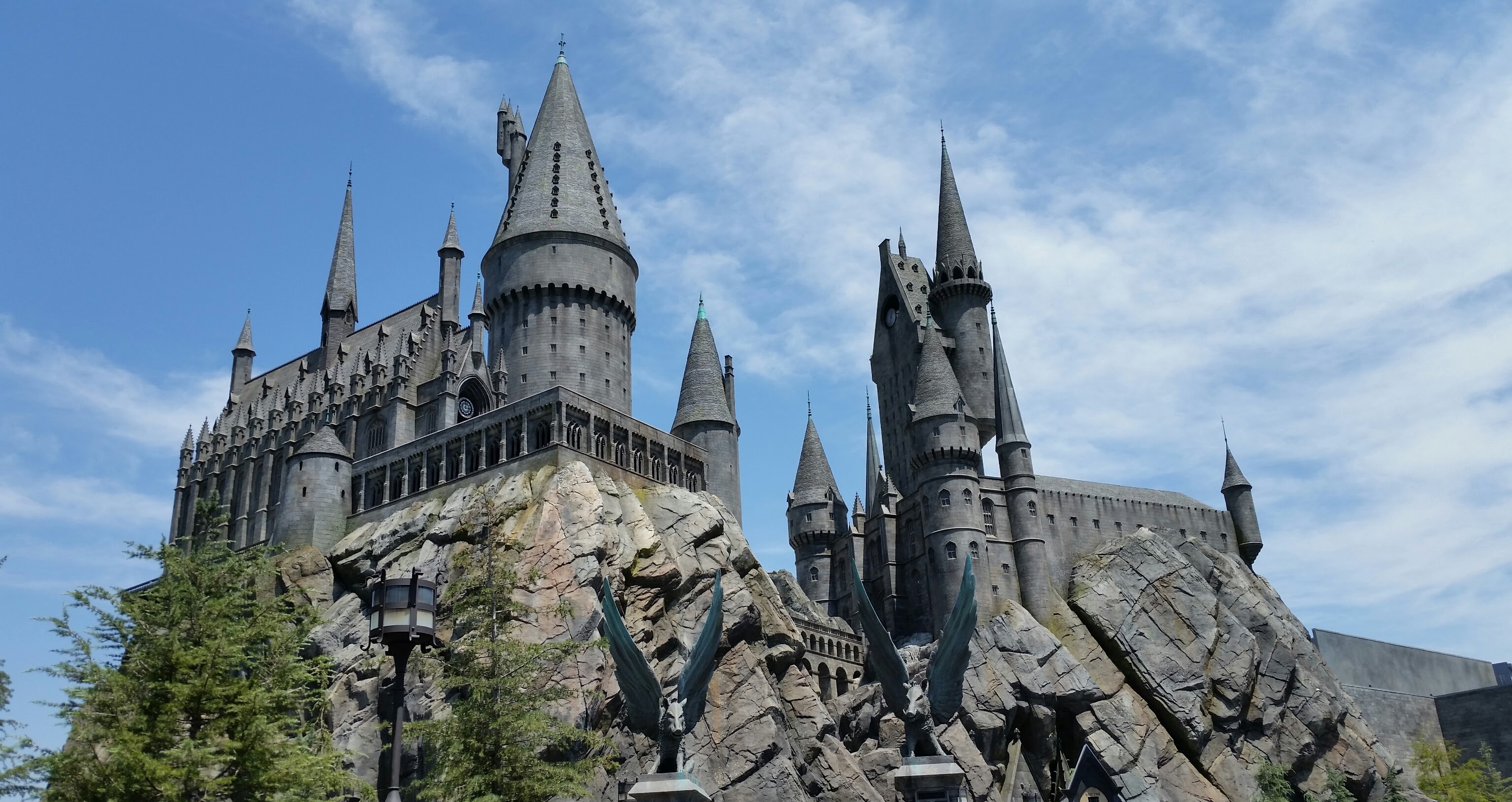
le chateau de Poudlard (Universal studio Hollywood)

### Poudlard
Il s'agit du lieu principal de l'intrigue. C'est un immense château situé dans les hautes-terres d'Écosse, construit au sommet d'une montagne, où les élèves vivent au rythme d'une année scolaire à partir du 1er septembre de chaque année.
Dans cet épisode, le héros découvre pour la première fois notamment la Grande salle, la salle commune de Gryffondor, les cachots du professeur Rogue, la bibliothèque, le couloir du deuxième étage de l'aile droite, la cabane de Hagrid et la forêt interdite.
Grande salle
C'est le principal lieu de rassemblement des étudiants, que ce soit pour les repas, banquets, fêtes ou alertes. Son plafond reproduit la météo extérieure (sans atteindre les élèves) et des milliers de chandelles sont suspendues dans les airs. La salle contient quatre longues tables (une pour chaque maison de l'école), faces à la table des professeurs et du directeur.
Salle commune de Gryffondor

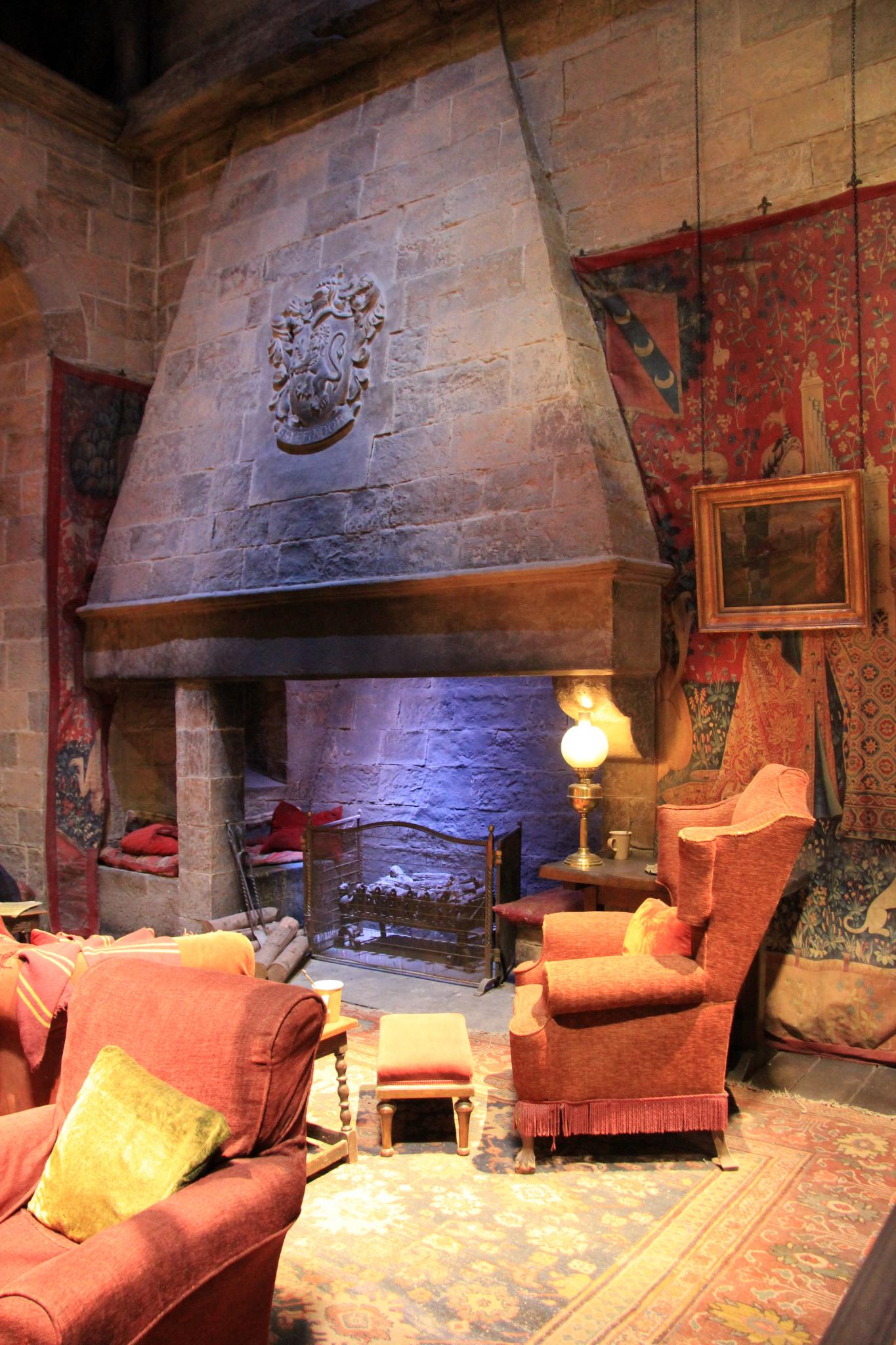
Salle commune de Gryffondor (studios Harry Potter).

C'est une pièce intimiste circulaire aux couleurs chaudes, remplie de tapis, de fauteuils et de canapés moelleux et comportant une cheminée. Les fenêtres sont situées en hauteur. Les dortoirs se trouvent à un étage supérieur. Celui des garçons comporte des grands lits à baldaquin avec des couvre-lits et rideaux de velours rouge.
Cachots
C'est dans l'une des salles des cachots qu'ont lieu les cours de potions donnés par le professeur Rogue. C'est un espace particulièrement froid et sombre. Des animaux morts conservés dans des bocaux rendent l'endroit particulièrement effrayant.
Bibliothèque
Harry, Ron et Hermione y font des recherches au sujet de Nicolas Flamel. La pièce est très grande, avec de nombreuses étagères de bois remplies de milliers de vieux livres et de grimoires. Les tables comportent des pupitres et lampes à lumière tamisée. C'est un endroit très calme et Madame Pince, la bibliothécaire, y interdit tout bavardage.
La bibliothèque comporte une réserve destinée aux ouvrages traitant de la magie noire, et séparée du reste des sections par un cordon. Seuls les étudiants de dernière année peuvent consulter les livres de la réserve. Dans cet épisode, Harry s'y rend cependant une fois, caché sous sa cape d'invisibilité, et y découvre de nombreux volumes aux titres dorés incompréhensibles. Il tire des étagères un gros livre noir et argent qui se met à hurler, l'obligeant à fuir l'endroit pour ne pas être repéré.
Cabane de Hagrid
C'est une cabane en bois habitée par le garde-chasse et située dans le parc de Poudlard. Elle comprend une unique pièce aux meubles disproportionnés. Harry, Ron et Hermione y sont souvent invités à boire le thé. Dans cet épisode, Hagrid y tient caché un bébé dragon qu'il baptise Norbert et qu'il souhaite élever.
Forêt interdite
C'est une forêt très dense et rendue potentiellement dangereuse de par les créatures qui y vivent. Elle est accessible par un étroit sentier qui serpente entre les arbres. Lors de leur retenue, Harry, Neville, Hermione et Drago Malefoy doivent accompagner Hagrid dans la forêt pour retrouver une licorne blessée. Harry y rencontre Voldemort s'abreuvant du sang de la licorne pour survivre.
Deuxième étage de l’aile droite
L'accès au couloir du deuxième étage de l'aile droite est interdit aux élèves. La raison principale est qu'un cerbère y a été placé afin de garder une trappe, sous laquelle se trouve la pierre philosophale. En jouant de la musique pour endormir le chien, Harry, Ron et Hermione parviennent à sauter par la trappe et atterrissent mollement à plusieurs kilomètres sous le château, sur un filet du diable. Hermione parvient à neutraliser la plante et les trois amis évoluent ensuite dans un couloir souterrain jusqu'à une salle au haut plafond en forme d'arche, dans laquelle se trouvent des centaines de clés volantes. L'une d'elles leur permet d'ouvrir la porte suivante, menant à un échiquier géant dont les pièces se détruisent entre elles. En gagnant une partie, Ron permet à Harry et à Hermione de poursuivre et de résoudre une énigme de potions pour atteindre la dernière salle où se trouve le miroir du Riséd. Celui-ci permet seulement à une personne qui ne désire pas la pierre philosophale par intérêt, de l'obtenir.

## Structure narrative et style

### Expression et genre
En excluant le premier chapitre intitulé « Le survivant », qui se déroule dix ans avant le début de l'intrigue principale, l'histoire de L'école des sorciers couvre douze mois, de fin juin 1991 à fin juin 1992. Elle est écrite, comme les autres romans de la série, selon un point de vue narratif interne à la troisième personne, à l'exception du premier chapitre qui se déroule lorsque Harry Potter n'est âgé que d'un an. Les informations au cours de l'intrigue principale sont limitées à ce que Harry Potter sait, apprend et ressent.
Le livre appartient à un genre littéraire britannique décrivant la vie en internat, dans la lignée directe du roman d'apprentissage, des époques victorienne et édouardienne sur la vie à l'école publique britannique.

### Nœuds de l'intrigue

#### Le «cambriolage» de Gringotts (chapitres V à VIII)

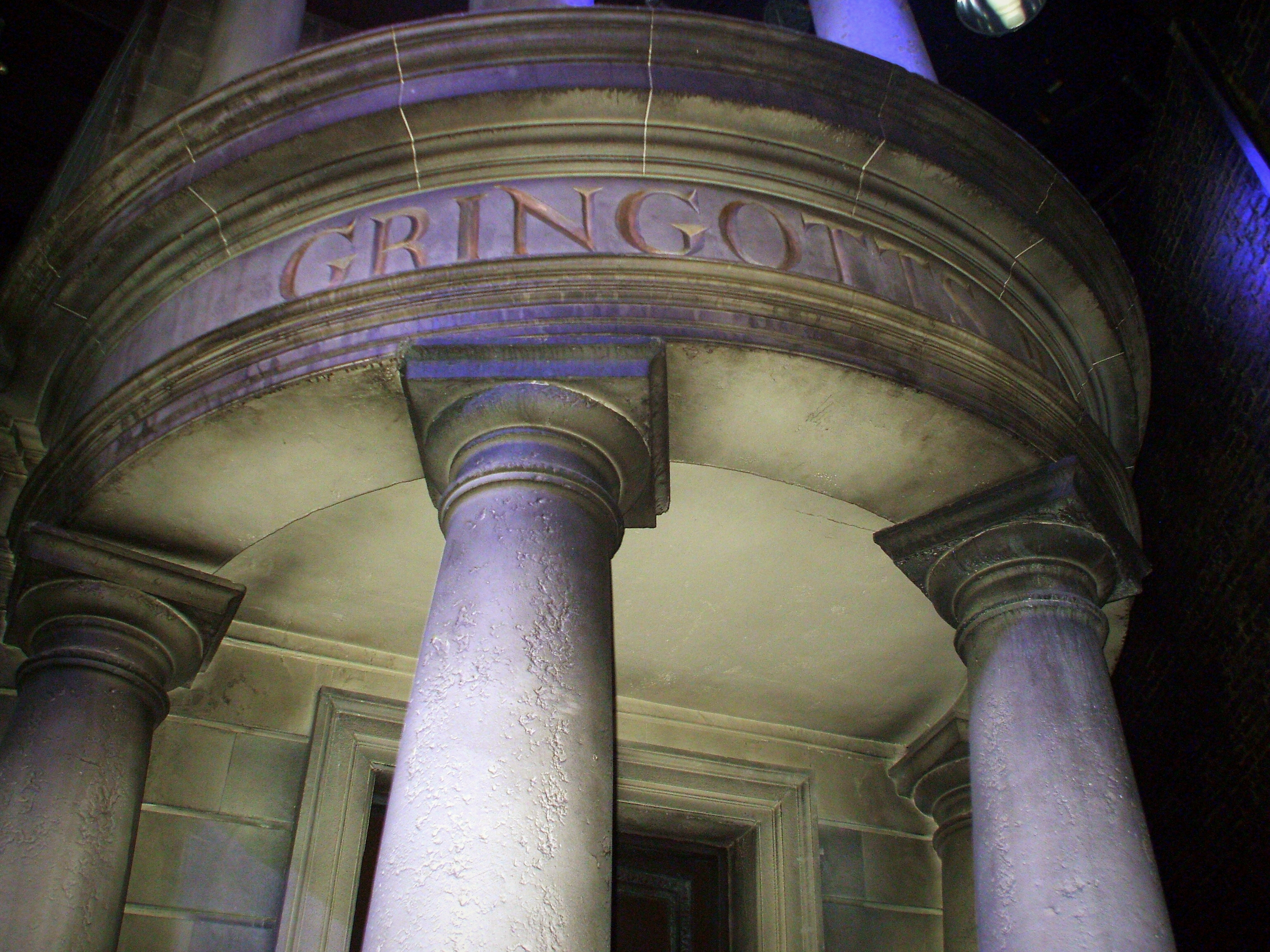
Devanture de la banque Gringotts aux studios Harry Potter.

Avant la rentrée des classes, Hagrid emmène Harry faire ses achats scolaires sur le chemin de Traverse. Ils font un détour par la banque Gringotts pour récupérer un peu d'argent sorcier et Hagrid en profite pour récupérer dans une chambre forte un petit paquet enveloppé de kraft destiné au professeur Dumbledore.
Dans le train, Harry apprend qu'un cambriolage de la banque est survenu, mais que rien n'a été volé. En prenant le thé chez Hagrid quelques jours plus tard, il apprend que le cambriolage a eu lieu le même jour que leur visite à la banque, et devine que l'objet convoité par les cambrioleurs était précisément le mystérieux paquet emporté par Hagrid. Tenu par le secret, ce dernier refuse de lui en dire davantage sur le contenu du paquet.

#### La diversion du troll (chapitre X)
Le soir d'Halloween, le professeur Quirrell fait irruption en courant dans la Grande salle où a lieu un banquet festif, en prévenant le directeur qu'un troll est entré dans les cachots. Harry et Ron soupçonnent une mauvaise plaisanterie de la part d'un élève ou d'un professeur, puisque les trolls sont réputés très idiots et vraisemblablement incapables d'entrer seuls aussi facilement.
Les garçons viennent en aide à Hermione qui se retrouve enfermée par erreur avec le monstre, et sont rejoints par les professeurs McGonagall, Rogue et Quirrell.

#### Rogue et le match de quidditch (chapitre XI)
Quelques jours plus tard, Harry remarque que le professeur Rogue est blessé à la jambe et qu'il mentionne sa rencontre avec le chien à trois têtes. Dès lors, Harry est convaincu que Rogue a tenté de faire diversion le soir d'Halloween pour tenter de s'emparer de ce qui est gardé par le chien.
Lors du match de quidditch suivant, Harry perd le contrôle de son balai volant qui effectue plusieurs embardées, manquant de le désarçonner. Dans les gradins, Hermione aperçoit aux jumelles le professeur Rogue dont les lèvres remuent comme pour formuler un sortilège. Elle est aussitôt persuadée que Rogue ensorcelle le balai de Harry. Elle vient se placer derrière le professeur et enflamme discrètement sa cape à l'aide d'un sortilège. À cet instant du récit, le lecteur ignore que le professeur Quirrell, bousculé par Hermione dans sa précipitation à atteindre Rogue, était à l'origine du sortilège.
Lorsque les trois amis discutent des faits avec Hagrid peu avant Noël, celui-ci laisse échapper que l'objet récupéré à Gringotts fin août et gardé par le chien concerne Dumbledore et un certain Nicolas Flamel.

#### La découverte du miroir (chapitre XII)

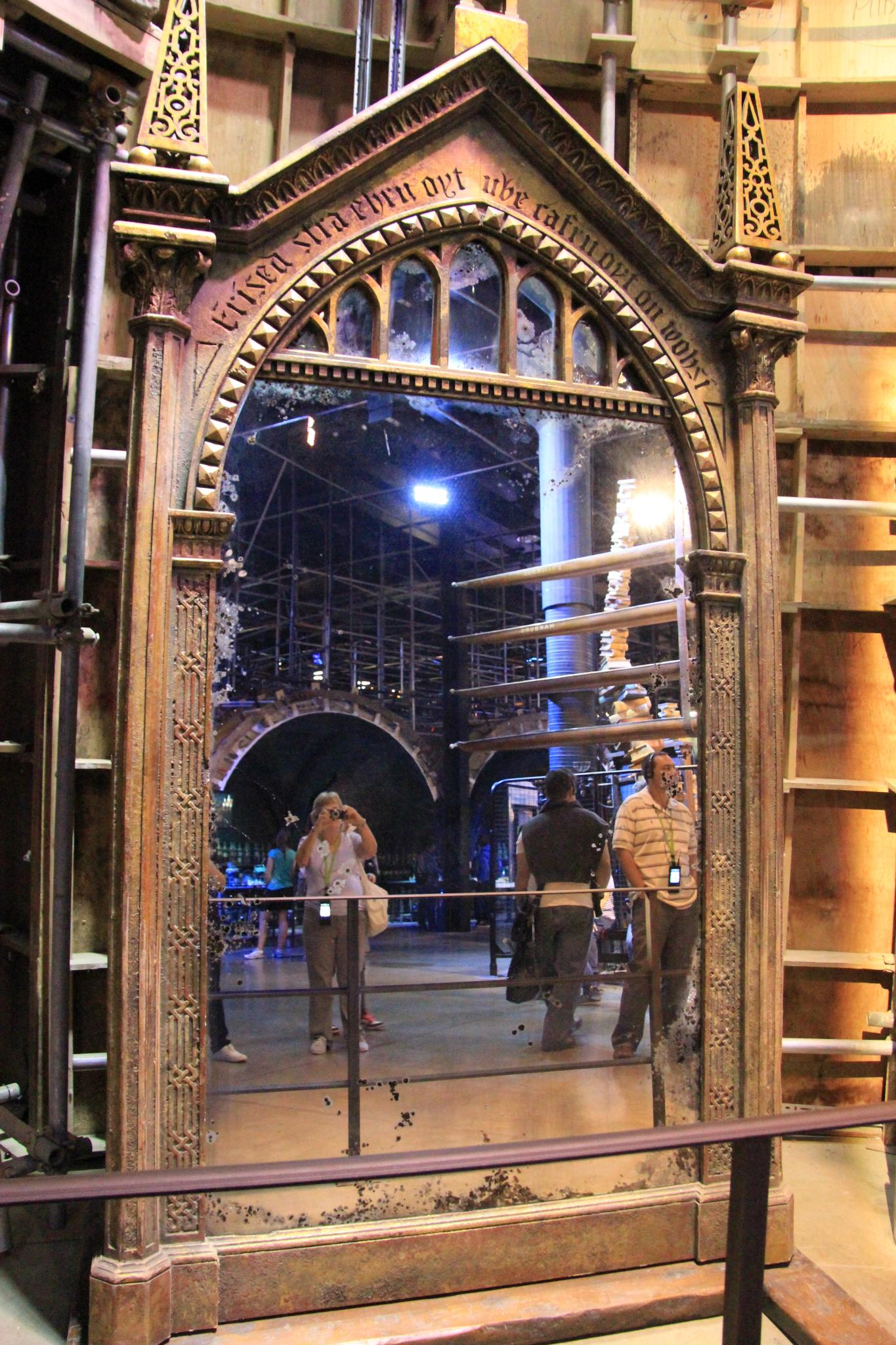
Le miroir du Riséd (studios Harry Potter).

Le soir du réveillon de Noël, Harry se rend dans la réserve interdite de la bibliothèque et manque de se faire attraper par Rusard et le professeur Rogue. Il se cache dans une salle de classe désaffectée et y découvre un immense miroir doré. En regardant son reflet, il aperçoit également les membres de sa famille disparue, notamment ses parents, et interagit avec eux.
Dumbledore vient retrouver Harry un peu plus tard pour lui expliquer le fonctionnement du miroir du Riséd. Il s'agit de la première rencontre entre Harry et Dumbledore (depuis la nuit où le garçon fut déposé chez son oncle et sa tante, dix ans plus tôt). Harry apprend que le miroir est utile pour montrer le désir le plus cher de la personne qui l'utilise, mais Dumbledore, qui conserve le miroir dans l'école pour une raison précise, lui déconseille de l'utiliser davantage.

« Les propos d'Albus Dumbledore lorsqu'il discute du miroir du Riséd avec Harry expriment mon propre point de vue. Le conseil de s'accrocher à ses rêves est une idée à la base plutôt saine, mais il peut venir un moment où s'arrêter à ces rêves devient inutile, voire malsain. Dumbledore sait ce que représente le fait de s'accrocher à un désir qui ne pourra jamais - ou ne devrait jamais - être réalisé. L'envie la plus profonde de Harry est quelque chose d'impossible : le retour de ses parents. C'est triste du fait qu'il en a été privé, mais Dumbledore sait qu'être spectateur d'une vision de ce qu'il ne pourra plus jamais obtenir ne fera que nuire à Harry. Le miroir est envoûtant, mais n'apporte pas nécessairement le bonheur. »

— J. K. Rowling

#### La pierre philosophale (chapitres XIII à XV)

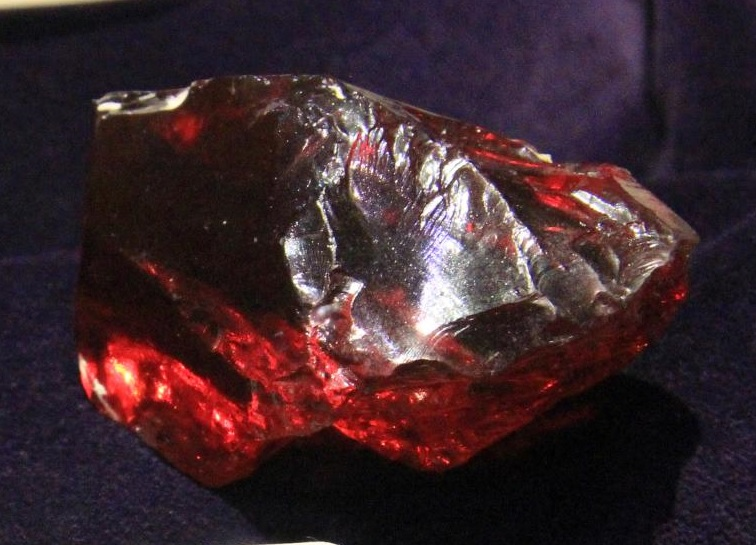
la pierre philosophale

À la suite de recherches sur Nicolas Flamel, Harry, Ron et Hermione finissent par comprendre que l'objet mystérieux n'est autre que la pierre philosophale fabriquée par le célèbre alchimiste, ayant le pouvoir de transformer tout type de métal en or et surtout de produire un élixir rendant immortel celui qui le boit. Selon Hermione, la pierre serait gardée en lieu sûr à la demande même de Flamel, qui aurait estimé à juste titre que la pierre ne serait plus suffisamment en sécurité à Gringotts.
Après son excursion dans la forêt interdite, Harry comprend que Voldemort recherche la pierre pour se régénérer et que le professeur Rogue souhaite probablement la voler pour la lui remettre.

#### Les confidences de Quirrell (chapitre XVII)
Au terme des différentes épreuves qu'il a franchies sous la trappe du deuxième étage afin de devancer Rogue et récupérer la pierre avant lui, Harry se retrouve finalement face au miroir du Riséd et au professeur Quirrell. Ce dernier lui explique son implication dans l'objectif de Voldemort de récupérer la pierre philosophale, sa manipulation du corps enseignant, ainsi que la détermination de Rogue à anéantir toutes ses tentatives, y compris celle de tuer Harry durant le match de quidditch. Rogue se serait ainsi interposé en formulant un sortilège pour tenter de le sauver et Hermione, en bousculant Quirrell le jour du match, aurait également contribué à son échec.
Voldemort, qui a pris possession du corps de Quirrell durant toute l'année et dont le visage est dissimulé sous le turban du professeur, ordonne à celui-ci d'utiliser le garçon et le miroir afin d'obtenir la pierre. En effet, Harry, dont le désir le plus profond en cet instant est de récupérer la pierre avant Quirrell, possède le moyen de l'obtenir grâce au miroir, ce que comprend Voldemort. En regardant son reflet, Harry se voit retirer la pierre philosophale de sa poche et ressent au même instant la pierre tomber dans sa véritable poche. Harry tente de mentir à Quirrell en prétendant qu'il a aperçu un événement tout autre, mais Voldemort perçoit son mensonge et ordonne à Quirrell de le tuer. Dumbledore intervient à temps pour empêcher Quirrell de récupérer la pierre et sauver Harry. Dumbledore et Flamel décident ensuite, d'un commun accord, de détruire définitivement la pierre philosophale.

## Accueil

### Accueil critique
Lindsey Fraser, qui a notamment écrit le livre Rencontre avec J. K. Rowling, l'auteur de Harry Potter en 2000, a décrit Harry Potter à l'école des sorciers comme « un thriller extrêmement amusant » et Rowling comme « un écrivain pour enfants de premier ordre »,. Un autre critique dans The Herald a déclaré à propos du livre : « Je n'ai pas encore trouvé un enfant qui l'ait laissé de côté ». Des critiques éclatantes apparaissent dans The Guardian, The Sunday Times et The Mail on Sunday. En septembre 1997, Books for Keeps, un magazine spécialisé dans les livres pour enfants, a attribué au roman quatre étoiles sur cinq. The Mail on Sunday a fait mention de « débuts des plus imaginatifs depuis Roald Dahl », un point de vue appuyé par le Sunday Times (« les comparaisons à Dahl sont, cette fois, justifiées »), tandis que The Guardian le qualifie de « roman richement texturé offert par un esprit inventif ». The Scotsman a déclaré qu'il avait « tous les éléments d'un classique ».
Sandra Beckett précise que les livres populaires auprès des enfants (considérés comme peu exigeants) ne requièrent pas en général des normes littéraires très strictes. En 2003, le roman est classé vingt-deuxième sur l'enquête de la BBC The Big Read.

### Récompenses
En 1997, l'édition britannique a remporté le Prix national du livre et une médaille d'or dans la catégorie des neuf ans du prix Nestlé Smarties Book. Ce prix, attribué par des enfants, a contribué à faire connaitre le livre dans les six mois qui ont suivi sa publication, alors que la plupart des livres pour enfants doivent en général attendre des années avant d'obtenir un succès. L'année suivante, le roman a remporté presque tous les autres grands prix britanniques qui ont été décidés par les enfants. Il a également été présélectionné pour des prix de livres pour enfants attribués par des adultes.
Harry Potter à l'école des sorciers a remporté deux prix de l'industrie de l'édition : le « British Book Awards - Livre pour enfants de l'année » et le prix « Association des booksellers - Auteur bookseller de l'année ». En 1999, le roman reçoit en France le prix Sorcières décerné par les libraires spécialisés jeunesse, ainsi que le prix Tam-Tam dans la catégorie roman « Je bouquine » (11-15 ans). En mars de la même année, les éditions britanniques ont vendu plus de 300 000 exemplaires et le livre était encore le roman le plus vendu au Royaume-Uni en décembre 2001.

## Adaptations

### Au cinéma

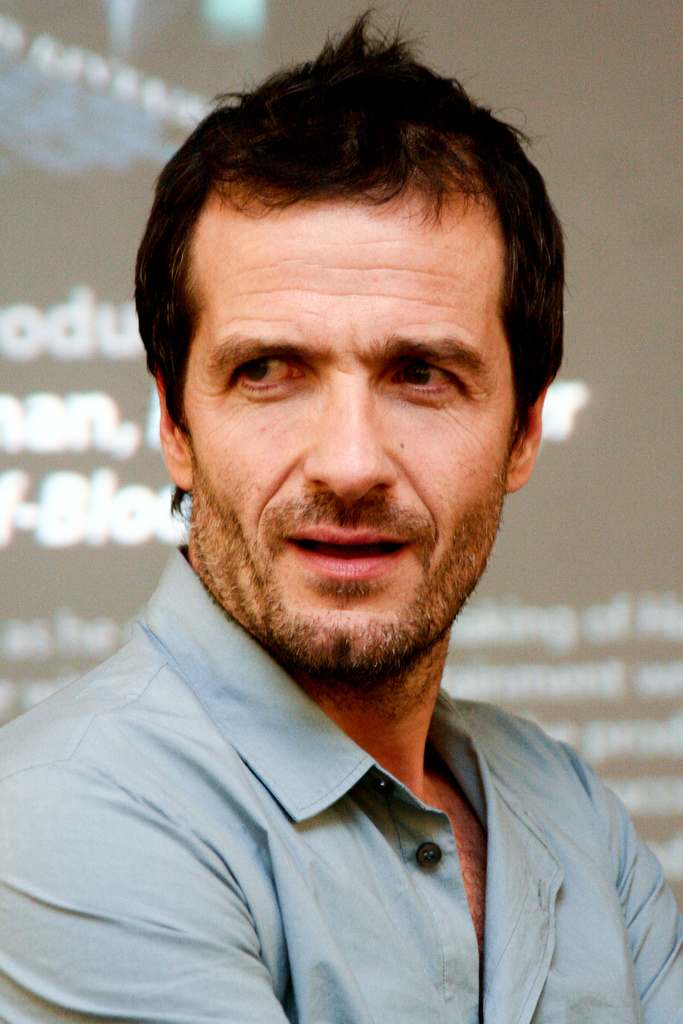
Le producteur David Heyman est le premier à contacter Rowling pour l'adaptation de ses romans au cinéma.

En 1999, et après un temps d'hésitation, J. K. Rowling fait confiance au producteur David Heyman et vend à Warner Bros. les droits cinématographiques des quatre premiers livres Harry Potter pour un million de livres sterling. Le contrat est finalisé le jour même de la sortie du premier roman aux États-Unis.

« Je n'étais pas contre l'idée d'un film. Mais la chose essentielle pour moi était qu'ils restent fidèles au livre et je fais une grande confiance à la Warner pour respecter cela. […] J'ai vu les adaptations du Jardin Secret et de La Petite Princesse qu'ils ont réalisées, et je les trouve très réussies. »

— J. K. Rowling
L'auteure ne souhaite pas que ses personnages soient dénaturés. Aussi, elle exige que la distribution principale soit strictement britannique et que l'équipe fasse appel, pour les personnages secondaires, à des acteurs de nationalité correspondant à celle de leur personnage dans les livres.
Après la sélection d'un casting étendu, le tournage débute en septembre 2000 aux studios de Leavesden et à Londres. L'équipe envoie régulièrement des cartes et des dessins de Poudlard à l'auteure afin de s'assurer de rester proche de son imagination. La production se termine en juillet 2001. Harry Potter à l'école des sorciers sort sur les écrans le 14 novembre 2001,. Les commentaires sont positifs, comme en témoigne une cote de 80 % sur Rotten Tomatoes et le score de 64 % sur Metacritic, représentant des « commentaires généralement favorables ».

### En jeu vidéo
Un jeu vidéo, basé sur l'intrigue du roman, a été développé sur plusieurs plateformes différentes, et publié entre 2001 et 2003 par Electronic Arts.
| Développeur | Date de sortie   | Plateforme        | Genre              | GameRankings | Metacritic |
| ----------- | ---------------- | ----------------- | ------------------ | ------------ | ---------- |
| KnowWonder  | 15 novembre 2001 | Microsoft Windows | Aventure/réflexion | 67.35%       | 65/100     |
| Argonaut    | 15 novembre 2001 | PlayStation       | Action-aventure    | 66.98%       | 64/100     |
| Griptonite  | 15 novembre 2001 | Game Boy Color    | Jeu de rôle        | 73%          | NC         |
| Griptonite  | 15 novembre 2001 | Game Boy Advance  | Action/réflexion   | 68.37%       | 64/100     |
| Aspyr       | 28 février 2002  | Mac OS X          | Aventure/réflexion | NC           | NC         |
| Warthog     | 9 décembre 2003  | GameCube          | Action/Aventure    | 63.31%       | 62/100     |
| Warthog     | 9 décembre 2003  | PlayStation 2     | Action/Aventure    | 57.90%       | 56/100     |
| Warthog     | 9 décembre 2003  | Xbox              | Action/Aventure    | 61.82%       | 59/100     |

### En livres audio
La version anglaise du roman a fait l'objet, en 2002, d'une édition sous la forme de 7 disques compacts, dont la narration est assurée par Stephen Fry.
La version française du roman a fait l'objet, en 2004, d'une édition sous la forme de 8 disques compacts, d'une durée totale de 8 heures, dont la narration est assurée par Bernard Giraudeau. Cette narration a été diffusée sur France Culture le 29 novembre 2000, la veille de la parution de la version française du quatrième tome Harry Potter et la Coupe de feu.

## Liste des éditions françaises
Ci-dessous sont listées toutes les éditions en français de Harry Potter à l'école des sorciers. Elles ont toutes été traduites par Jean-François Ménard.

### Format papier
- Harry Potter à l'école des sorciers, Gallimard Jeunesse, coll. « Folio Junior » no 899, 9 octobre 1998, illustré par Emily Walcker, couv. illustrée par J. C. Götting, 306 p., broché, 12 × 19 cm  (ISBN 2-07-051842-6) (BNF 37032584)
- Harry Potter à l'école des sorciers, Gallimard, coll. « Grand format littérature », 1er novembre 1999, couv. illustrée par J. C. Götting, 232 p., broché, 15 × 24 cm  (ISBN 2-07-054127-4) (BNF 37090396)
- Harry Potter à l'école des sorciers, Gallimard Jeunesse, coll. « Folio Junior » no 899, 15 mars 2007, couv. illustrée par J. C. Götting, 311 p., broché, 12 × 19 cm  (ISBN 978-2-07-061236-9) (BNF 43465483)
- Harry Potter à l'école des sorciers, Gallimard, coll. « Grand format littérature », 2 octobre 2008, couv. illustrée par J. C. Götting, 336 p., relié, 16 × 24 cm  (ISBN 978-2-07-061917-7) (BNF 43473452)
- Harry Potter à l'école des sorciers, Gallimard Jeunesse, coll. « Folio Junior » no 899, 29 septembre 2011, couv. illustrée par Jonathan Gray[136], 322 p., broché, 12 × 18 cm  (ISBN 978-2-07-064302-8) (BNF 43409597)
- Harry Potter à l'école des sorciers (inachevé), Gallimard Jeunesse, coll. « Bibliothèque Gallimard jeunesse », 25 octobre 2012, 344 p., broché, 15 × 20 cm (ISBN 978-2-07-064969-3) (BNF 42796197)
- Harry Potter à l'école des sorciers, Gallimard, coll. « Grand format littérature », 3 octobre 2016, couv. illustrée par Olly Moss[137], 336 p., broché, 15 × 22 cm  (ISBN 978-2-07-062452-2) (BNF 45252916)
- Harry Potter à l'école des sorciers, Gallimard Jeunesse, coll. « Folio Junior » , 1er septembre 2017, couv. illustrée par Olly Moss, 320 p., broché, 12 × 79 cm
- Harry Potter à l'école des sorciers, Gallimard, coll. « Grand format littérature », coll. « 20ème anniversaire », 1er janvier 2018,  couv. illustrée, 384 p., relié, 155 x 225 mm
- Harry Potter à l'école des sorciers , Gallimard Jeunesse, coll. « Folio Junior », coll. « 20ème anniversaire », 24 octobre 2019,  couv. illustrée par Brian Selznick[138], relié 216 x 182 mm

### Format numérique
- Harry Potter à l'école des sorciers, Pottermore Publishing, coll. « Folio Junior », 8 décembre 2015, couv. illustrée par Olly Moss, 331 p.

### Format audio
Lecture du texte en intégrale par Bernard Giraudeau d'une durée de 8 heures et 21 minutes au format mp3.
- Harry Potter à l'école des sorciers, Gallimard Jeunesse, coll. « Collection Écoutez lire », 2001, couv. illustrée par J. C. Götting,1CD, 140 x 190 mm
- Harry Potter à l'école des sorciers, Gallimard Jeunesse, coll. « Collection Écoutez lire », 25 septembre 2011, couv. illustrée par Jonathan Gray, 1CD, 140 x 190 mm
- Harry Potter à l'école des sorciers, Gallimard Jeunesse, coll. « Collection Écoutez lire », 8 décembre 2015, couv. illustrée par Olly Moss, 1CD   140 x 190 mm
- Harry Potter à l'école des sorciers, Pottermore Publishing, coll. « Livre audio » 11 mai 2017, couv. illustré par Olly Moss

### Format illustré
Version illustrée en français de Harry Potter à l'école des sorciers sur papier glacé publiée en octobre 2015, comportant des illustrations de Jim Kay,, lauréat de la Kate Greenaway Medal en 2012. Le livre contient une centaine d'illustrations couleurs.
- Harry Potter à l'école des sorciers, Gallimard, coll. « Albums junior », 22 octobre 2015, illustré par Jim Kay, 245 p., relié, 26 × 35 cm  (ISBN 978-2-07-066907-3) (BNF 44478700)

## Liste des éditions régionales
Il existe d'autres traductions de l'ouvrage dans d'autres langues de France (sans statut légal) :
- en basque : Harry Potter eta sorgin harria, édité par Elkar en novembre 2000[141]
- en catalan : Harry Potter i la pedra filosofal, édité par Empúries en février 2001[142]
- en occitan : Harry Potter e la pèira filosofau, édité par Per Noste en août 2009[143].
- en breton : Harry Poter ha maen ar furien, édité par Le Temps éditeur en octobre 2012[144]

#### Liés à l'intrigue deL'École des sorciers
- Personnages : Les Dursley • Hagrid • Professeur Quirrell • Professeur McGonagall • Nicolas Flamel
- Lieux : Chemin de traverse • Privet Drive
- Objets : Pierre philosophale • Choixpeau magique • Miroir du Risèd • Cape d'invisibilité • Poudlard Express
- Créatures : Chien à trois têtes • le dragon Norbert

#### Autour du roman
- J. K. Rowling (auteur)
- Bloomsbury Publishing (éditeur anglais)
- Gallimard Jeunesse (éditeur français)
- Jean-François Ménard (traducteur)
- Jean-Claude Götting (illustrateur des éditions françaises)